# Ceresium flavisticticum
Ceresium flavisticticum är en skalbaggsart som beskrevs av J. Linsley Gressitt och Yves Rondon 1970. Ceresium flavisticticum ingår i släktet Ceresium och familjen långhorningar.
Artens utbredningsområde är Laos. Inga underarter finns listade i Catalogue of Life.